# Wos
Valentín Oliva, umetniško ime Wos, argentinski raper in freestyler, * 23. januar 1998, Buenos Aires, Argentina